# Luciano (nombre)
Luciano es un nombre propio masculino, cuyo significado en español es el iluminado y brillante. Su variación en femenino es Luciana.

## Origen y difusión
Luciano deriva del latín Lucianus, patronímico de Lucius y praenomen de Lux-Lucis Luz, su significado es "el que es iluminado" y "brillante"; también con el valor de que la persona "nació a la luz". Se han encontrado analogías con el nombre Lucas, diminutivo del nombre Lucio (Lucius) que significa "Luminoso".
La onomástica se celebra:
- 3 de enero, San Luciano, obispo de Lentini
- 7 de enero, San Luciano, sacerdote de Antioquía
- 8 de enero, San Luciano, mártir de Beauvais
- 7 de mayo, San Luciano, mártir de Abruzzo
- 7 de julio, San Luciano, mártir de Durazzo
- 26 de octubre, San Luciano, mártir de Nicomedia

## Variaciones
Del nombre en latín Lucianus se ha adaptado a otros idiomas:
- Español: Luciano.
- Alemán: Lucian.
- Bretón: Lukian.
- Búlgaro: Лукиан (Lukian).
- Danés: Lukian.
- Eslovaco:  Lúkiános, Lukián, Lucián.
- Francés: Lucien.
- Griego:  Λουκιανός (Loukianós).
- Inglés: Lucian.
- Portugués:  Luciano.
- Islandés:  Lúkíanos.
- Italiano:  Luciano.[2]
- Noruego: Lukian.
- Vasco: Luziano.